# Juan Antonio de Mendoza
Juan Antonio de Mendoza (Villa de Higuera de Vargas, Reino de Castilla, Corona de Castilla, España;  ??-27 de noviembre de 1760, Sonora, Nueva España, Imeprio Español) fue un gobernador y capitán general de las Provincias de Sonora y Sinaloa. Era originario de la Villa de Higuera de Vargas, Castilla, y principió la carrera militar en 1720 como cadete de la Guardia de Infantería de Corps en la que permaneció cinco años; pasó como capitán de Regimiento del Príncipe, con cuyo grado sirvió once años, ascendió a teniente coronel y a coronel en 1742. Estuvo en la campaña de África, después en la de Italia y encontrándose en Madrid fue nombrado gobernador y capitán general de Sonora y Sinaloa a principios de 1754 por el virrey Agustín de Ahumada y Villalón, marqués de Amarillas, cuando llevaba 35 años de servicio. La presencia de un militar de carrera en el cargo indica, por tanto, una "línea dura" con los indios nativos, especialmente con los "seris". Vino designado por el término de cinco años con sueldo de cuatro mil pesos anuales y trajo recomendación de dar todo su apoyo a los misioneros de la Compañía de Jesús.
Salió de la Ciudad de México para el norte en noviembre de 1754 y recibió el Gobierno de Horcasitas el 30 de julio de 1755 y al mismo tiempo una amplia instrucción que le entregó su antecesor sobre el estado de las provincias que iba a gobernar. Nombró de tenientes en la zona septentrional al capitán Bernardo de Urrea y en la meridional al capitán Andrés Martínez de Villasana. Personalmente mandó varias expediciones armadas en contra de los indios rebeldes y llevó sus armas triunfantes hasta la riberas de los ríos Gila y Colorado. Toda su tropa regular eran 230 hombres apoyados por algunos criollos e indios auxiliares, y aun así contuvo en su gobernación a los indios seris, pimas y papagos, que corrían la provincia desde 1751. Ascendería a coronel en diciembre de 1757 y se encargaría de la edificación de presidios, atención a la naciente minería (las haciendas mineras de Sinaloa cobrarían gran importancia económica) y a sofocar las rebeliones de los indios. Unas veces con éxitos, otras con fracasos, sus años de gobernación son otros tantos años de campañas militares, algunas consideradas crueles (como la ranchería de Bacoachi) por historiadores mexicanos. Se hizo famoso porque puso en fuga a los seris del Cerro a golpes de tambor e incluso contuvo a los apaches en el río de los indios sobaipuris en 1757.
Habiendo sido nombrado gobernador de la Provincia de Puebla, obtuvo autorización para regresar al interior. Encontrándose en el Real de Sarachi, ya para emprender la marcha, recibió informes de que los seris estaban atacando a unos gambusinos que lavaban arenillas del río; se movilizó a darles auxilio con una sección de hombres armados, derrotó a los agresores dando muerte a los caciques Barbitas y Becerro, y los demás se dispersaron. En cambio, el último, ya herido de muerte después de una lucha de cuerpo a cuerpo, le dio un supra jarazo en el cuello el 25 de noviembre de 1760 y falleció dos días después a consecuencia de la herida, dejando viuda a doña Nicolasa Martín.